# NGC 322
NGC 322 este o galaxie lenticulară situată în constelația Phoenix. A fost descoperită în 5 septembrie 1834 de către John Herschel.